# Філомет (Орегон)
Філомет (англ. Philomath) — місто (англ. city) в США, в окрузі Бентон штату Орегон. Населення — 5350 осіб (2020).

## Географія
Філомет розташований за координатами 44°32′31″ пн. ш. 123°21′34″ зх. д. / 44.54194° пн. ш. 123.35944° зх. д. (44.541973, -123.359527).  За даними Бюро перепису населення США в 2010 році місто мало площу 5,30 км², з яких 4,81 км² — суходіл та 0,49 км² — водойми.

## Демографія
Згідно з переписом 2010 року, у місті мешкали 4584 особи в 1733 домогосподарствах у складі 1203 родин. Густота населення становила 865 осіб/км².  Було 1837 помешкань (347/км²).
Расовий склад населення:
| - 91,1 % — білих - 1,2 % — корінних американців - 1,0 % — азіатів - 0,7 % — чорних або афроамериканців - 2,4 % — осіб інших рас |

До двох чи більше рас належало 3,7 %. Частка іспаномовних становила 6,7 % від усіх жителів.
За віковим діапазоном населення розподілялося таким чином: 27,9 % — особи молодші 18 років, 62,7 % — особи у віці 18—64 років, 9,4 % — особи у віці 65 років та старші. Медіана віку мешканця становила 34,3 року. На 100 осіб жіночої статі у місті припадало 91,7 чоловіків;  на 100 жінок у віці від 18 років та старших — 88,8 чоловіків також старших 18 років.
Середній дохід на одне домашнє господарство  становив 61 280 доларів США (медіана — 49 333), а середній дохід на одну сім'ю — 74 704 долари (медіана — 63 571). Медіана доходів становила 47 724 долари для чоловіків та 42 917 доларів для жінок. За межею бідності перебувало 19,3 % осіб, у тому числі 21,0 % дітей у віці до 18 років та 15,2 % осіб у віці 65 років та старших.
Цивільне працевлаштоване населення становило 2152 особи. Основні галузі зайнятості: освіта, охорона здоров'я та соціальна допомога — 32,9 %, виробництво — 12,0 %, роздрібна торгівля — 8,6 %, науковці, спеціалісти, менеджери — 8,0 %.